# Unterwestern
Unterwestern ist ein Gemeindeteil der Gemeinde Westerngrund im unterfränkischen Landkreis Aschaffenburg in Bayern.

## Geographie
Das Dorf Unterwestern liegt auf 240 m ü. NHN im vom Westerbach durchflossenen Westerngrund, einem Seitental des Kahlgrundes an der Straße zwischen Schneppenbach und Oberwestern. Westlich von Unterwestern befindet sich das Dorf Hofstädten. Im Osten liegen Großkahl und Großlaudenbach. Der topographisch höchste Punkt der Dorfgemarkung befindet sich östlich des Ortes, am Habersberg mit 323 m ü. NHN (Lage), der niedrigste liegt am Westerbach an der Klotzenmühle auf 213 m ü. NHN (Lage).

### Nachbargemarkungen
Folgende Gemarkungen grenzen an das Ortsgebiet von Unterwestern:
|               | Oberwestern                                 | Huckelheim                  |
| Hofstädten    | Kompassrose, die auf Nachbargemeinden zeigt |                             |
| Schneppenbach | Schöllkrippen                               | Großkahl und Großlaudenbach |

## Name
Seinen Namen hat der Ort vom Bach Western (heute Westerbach) an dem er liegt. Zur Bedeutung des Namens siehe Name des Westerbachs und zu früheren Schreibweisen im Artikel Westerngrund den Abschnitt: Frühere Schreibweisen.

## Geschichte
Bis zum Ende des alten Reiches gehörte Unterwestern zum Landgericht Krombach der Grafen von Schönborn. Die reichsunmittelbare Herrschaft der Grafen von Schönborn, die zum Fränkischen Ritterkreis gehörte, wurde 1806 zugunsten des Fürstentums Aschaffenburg mediatisiert, das 1810 im Großherzogtum Frankfurt aufging.
1812 gehörte Unterwestern zum Verwaltungsgebiet der Districtsmairie Krombach im Departement Aschaffenburg des Großherzogtums Frankfurt und hatte bei 41 Feuerstellen 211 Einwohner. Maire war damals Johann Georg Büttner.
Infolge des Pariser Vertrages vom 3. Juni 1814 kam Unterwestern am 26. Juni 1814 mit der Districtsmairie Krombach zum Königreich Bayern. Mit Verfügung vom 1. Oktober 1814 wurde Unterwestern dem Verwaltungsgebiet des aus der Districtsmairie Krombach entstandenen Landgerichtes Krombach zugeteilt, das 1816 in ein Herrschaftsgericht und 1820 in ein Patrimonialgericht umgewandelt wurde, das bis 1848 bestand und danach im Landgericht Alzenau aufging. 1858 wurde Unterwestern dem Landgericht Schöllkrippen zugeteilt, das am 1. Juli 1862 dem Verwaltungsgebiet des damals neu gebildeten Bezirksamtes Alzenau zugeschlagen wurde. Dieses wurde am 1. Januar 1939 zum Landkreis Alzenau in Unterfranken.
Am 1. Januar 1972 wurde Unterwestern in die Gemeinde Westerngrund eingegliedert.